# 小野塚幾澄
小野塚 幾澄（おのづか きちょう、1931年〈昭和6年〉8月1日 - 2021年〈令和3年〉8月19日）は東京都生まれの日本の仏教学者、真言宗豊山派の僧侶。専門は密教。大正大学名誉教授で長谷寺能化（真言宗豊山派管長）。日中友好宗教者懇話会会長、名誉会長。

## 経歴
- 1931年、東京都生まれ
- 1953年、大正大学文学部仏教学科を卒業
- 同大学大学院博士課程を単位取得退学
- 1969年、目白不動金乗院住職に就任
- 大正大学教授、仏教学部長に就任
- 2008年、真言宗豊山派管長・総本山長谷寺能化に就任（2012年まで）
- 2021年8月19日、遷化[1]

### 受賞歴
- 1999年、密教学芸賞

## 著作
- 「空海教学における背景思想の研究」（・資料編、文学博士、大正大学、1981年、山喜房佛書林、2000年）

### 共著
- 『古寺巡礼奈良』2（新版、梅原猛との共著、淡交社、2010年）

### 論文
- CiNii>小野塚幾澄
- INBUDS>小野塚幾澄

## 記念論集
- 『小野塚幾澄博士古稀記念論文集 - 空海の思想と文化』（上下、ノンブル社、2004年）